# Schiffdorf
Schiffdorf är en kommun och ort i Landkreis Cuxhaven i förbundslandet Niedersachsen i Tyskland.